# Streganz
Streganz (niedersorbisch Stśěgańc) ist seit dem 26. Oktober 2003 einer der Ortsteile in der Gemeinde Heidesee in Brandenburg, südöstlich von Berlin im Landkreis Dahme-Spreewald. Nord-nordwestlich des Dorfangers liegt der Gutssee, südöstlich im gleichnamigen Naturschutzgebiet der Linowsee. Die höchste Erhebung ist mit rund 94 Metern der südlichwestlich gelegene Streganzer Berg, gefolgt vom südlich gelegenen, 84 Meter hohen Streitberg.

## Lage
Der Ort liegt an einer Nebenstraße der Bundesstraße 246 zwischen Prieros und Storkow und damit nahe am Landkreis Oder-Spree. Nördlich liegt der Ortsteil Kolberg gefolgt von den folgenden Ortschaften (im Uhrzeigersinn): Selchow, ein Ortsteil von Storkow (Mark), Schwerin, Münchehofe mit dem Ortsteil Hermsdorf und Prieros. Zu Streganz gehört seit 1939 der im nördlichen Teil der Gemarkung liegende Gemeindeteil Klein-Eichholz sowie der Wohnplatz Streganz-Pechhütte südwestlichen Bereich.

## Naturraum
Nördlich des Rundlingsdorfes liegt der Gutssee (früher: Wagenschützens See, Rittergutssee) und südöstlich der Dorfaue der Linowsee. Der Linowsee ist Teil einer vermorten Talung, die sich als Naturschutz-, FFH- und Natura 2000-Gebiet Linowsee-Dutzendsee nach Südosten über die Gemarkung Selchows bis auf die Gemarkung Schwerins zieht. Es wird durch den Hauptgraben A entwässert. Streganz
gehört zum Ostbrandenburgischen Heide- und Seengebiet, das in den Naturräumlichen Haupteinheiten Deutschlands als Nr. 82 geführt wird. Im westlichen Teil der Gemarkung befinden sich weitere fünf Seen, darunter der Blaue See. Ein Großteil der Fläche wird landwirtschaftlich genutzt.

## Geschichte und Namensgebung

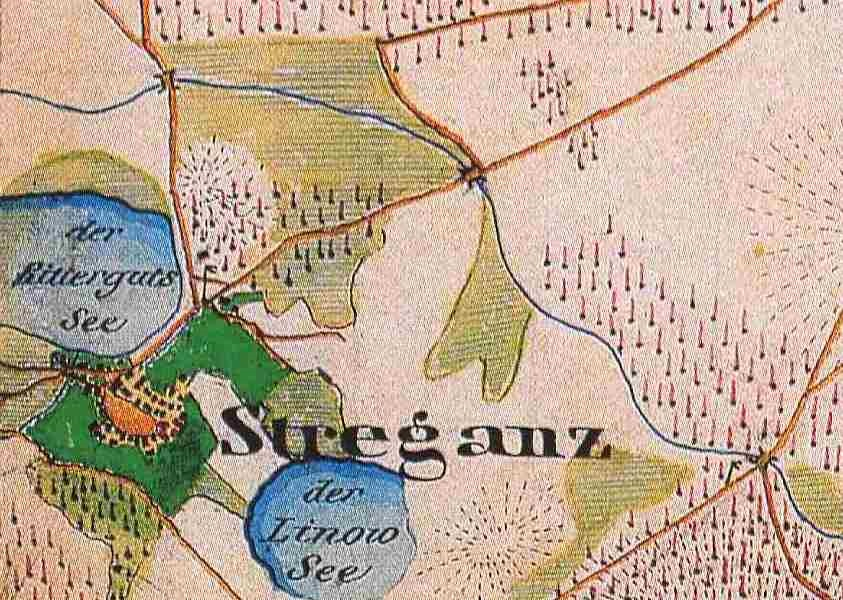
Streganz in der Preußischen Uraufnahme von 1844

### 14. bis 16. Jahrhundert
Das Dorf wurde erstmals 1321 in einer Urkunde über einen freien Hof im benachbarten Selchow als Stregantcz schriftlich erwähnt. 1443 ist es als Stregancz und 1599 als Stregelitz, Stregnitz verzeichnet. Im Jahr 1641 findet sich die Bezeichnung Stregantz und 1805 die heutige Schreibweise Streganz. Der Name geht auf die altsorbische Grundform *Streganici = Siedlung, in der Leute eines Stregan wohnen zurück. Der slawische Personenname Stregan gehört zum urslawischen *stergti, das in der ost-niedersorbischen Form in etwa wachen, hüten, belauern bedeutet. Der Ortsname wurde laut Brandenburgischem Namenbuch mit dem patronymischen Suffix *-ici gebildet. Über die genaue Besiedlung ist bislang nichts überliefert, da es keine aussagefähigen Aufzeichnungen oder Bodenfunde gibt. Die ersten Siedler legten ihre Wohnungen als Rundling rund um eine Dorfaue an. Fritz und Heinrich von Queiß besaßen im Jahr 1518 vier Hufner und fünf Kossäten sowie eine Schäferei bzw. zwei Hufner und zwei Kossäten (1524) bzw. einen Zweihufner und einen Kossäten (1539). Der verbleibende Anteil des Dorfes war vor 1518 in der unmittelbaren Herrschaft Storkow: ein Lehnschulzengut, vier Hufner und einen Kossäten. Die Gemarkung war in Summe 14 Hufen groß. Im Jahr 1539 lebten im Dorf der Richter mit drei Hufen, fünf Zweihufner (darunter der Lehnmann), ein Einhufner und ein Kossät. Kurz darauf übernahmen die von Milow aus Stahnsdorf den Anteil derer von Queiß (1556), hielten ihn aber nur drei Jahre und verkauften ihn anschließend an die von Schlieben aus Stahnsdorf. Streganz bestand in dieser Zeit aus dem Lehnschulzengut mit drei Hufen, vier Zweihufnerhöfen und einem Kossätenhof (1556). Außerdem gab es einen Weinberg (1569). Kurz vor dem Ende des 16. Jahrhunderts traten außerdem die von Lawald aus Blossin im Dorf auf. Sie erhielten die Hebungen aus Streganz und einer freien Schäferei.

### 17. Jahrhundert
Ab 1600 trat die nobilitierte Berliner Patrizierfamilie, mit selbigen Einfluss in Frankfurt a. d. O., von Wins in die Ortshistorie, genannt Wins zu Klein Eichholz. Als neue Besitzer des Rittergutes in Streganz, vermutlich erwarb sie dieses schon mit Christoph (von) Wins etwaig vor 1593, begründete die Familie über mehrere Generationen eine Besitzer-Tradition in Streganz und weiteren benachbarten Orten. Namhaft wurde der kurfürstlich brandenburgische Obristwachtmeister Joachim von Wins, liiert mit Eva von Ilow. Hauptgut der Familie wurde dann Kolberg, Streganz und Eichholz Nebengut. Die Wins behielten die Streganzer Herrschaft bis 1756. Sie besaßen die Schäferei und fünf Bauernhufen (1600) bzw. eine Schäferei, zwei wüste Bauerngüter, zwei wüste Kossätenhöfe (1684) bzw. zwei wüste Zweihufnerhöfe (1692). Der Anteil des Amtes Storkow im Ort ist nicht überliefert; im Dorf lebten weiterhin fünf Bauern und zwei Kossäten. Sie zahlten den Getreidezins an das Amt (1639). In diese Zeit fällt auch der Dreißigjährige Krieg, in denen Streganz 1641 vollständig zerstört wurde. Erst im Jahr 1673 wurde wieder von fünf Bauern und zwei Kossäten berichtet; zwei Jahre später lebten dort 27 Bewohner; 1690 bereits 34 Bewohner. Zwei Jahre später hatte sich Streganz immer noch nicht von den Kriegsfolgen erholt. Es gab einen Dreihufner, sechs Zweihufner (davon zwei wüst), zwei Kossäten und einen Pachtschäfer. Auf den 15 Bauernhufen konnten 6 Scheffel Winter- und 1 1⁄2 Scheffel Sommersaat ausgebracht werden. Die Kossäten kamen auf 2 Scheffel Winter. und 1 Scheffel Sommersaat. Der Schulze konnte 9 Fuder Heu ernten, die Bauern je 6 sowie die Kossäten je 3 Fuder. Allen stand genügend Brennholz zur Verfügung, allerdings war die Hütung nur notdürftig. Ebenso war es nur dem Schulzen erlaubt, auf dem See zu fischen.

### 18. Jahrhundert
Um 1705 nahm eine Pechhütte, die Streganzsche Teerhütte, den Betrieb auf. Die Gemarkung war mittlerweile 17 Hufen groß; die Bewohner brachten 1 Wispel 16 Scheffel 9 Metzen Wintersaat aus. Der adelige Rittersitz derer von Wins erschien im Jahr 1735 mit einem Kossäten, einem Dreihufner, vier Zweihufnern sowie einem Kossäten mit einer Hufe und einem Büdner. Dazu gehörte ein Vorwerk und eine Schäferei (1745). Im Jahr 1750 gab es den Lehnschulzen mit drei Hufen, vier Zweihufner, zwei Kossäten, zwei Büdnern und einem Hirten auf elf Hufen. Ab 1756 wechselte das Rittergut mehrfach den Besitzer. Das legt die Vermutung nahe, dass es sich um ein Spekulationsobjekt gehandelt haben könnte. Streganz kam 1756 an die von Wagenschütz. Denn der "letzte" Wins, Ehrenreich von Wins (1726–1782), konnte Streganz nicht mehr bewirtschaften und zuletzt Pächter des Vorwerkes Wulfersdorf, hatte 1756 Katharina Margarethe von Wagenschütz (1733–1807) geheiratet. 1777 erwarb die die Familie Stentzel Gut Streganz, und von dort ging es 1796 an die Familie von Nast. Sie gab ihn 1803 an die Familie Beetz weiter, die ihn 1805 an die Familie von Mauritus verkaufte. Von dort kam er 1807 an die von Winterfeld und 1822 an die Familie Buchholz. Im Jahr 1835 übernahm die Familie Romanus, 1840 die Familie Dittmar, 1852 die Familie Rohr, 1853 die Familie Wolf und 1857 die Familie Klemke den Sitz, bis er 1859 an die Familie Wernicke kam. In dieser Zeit gab es im Jahr 1775 fünf Bauern, zwei Kossäten sowie 13 Büdner und andere, die 19 Feuerstellen (= Haushalte) betrieben.

### 19. Jahrhundert

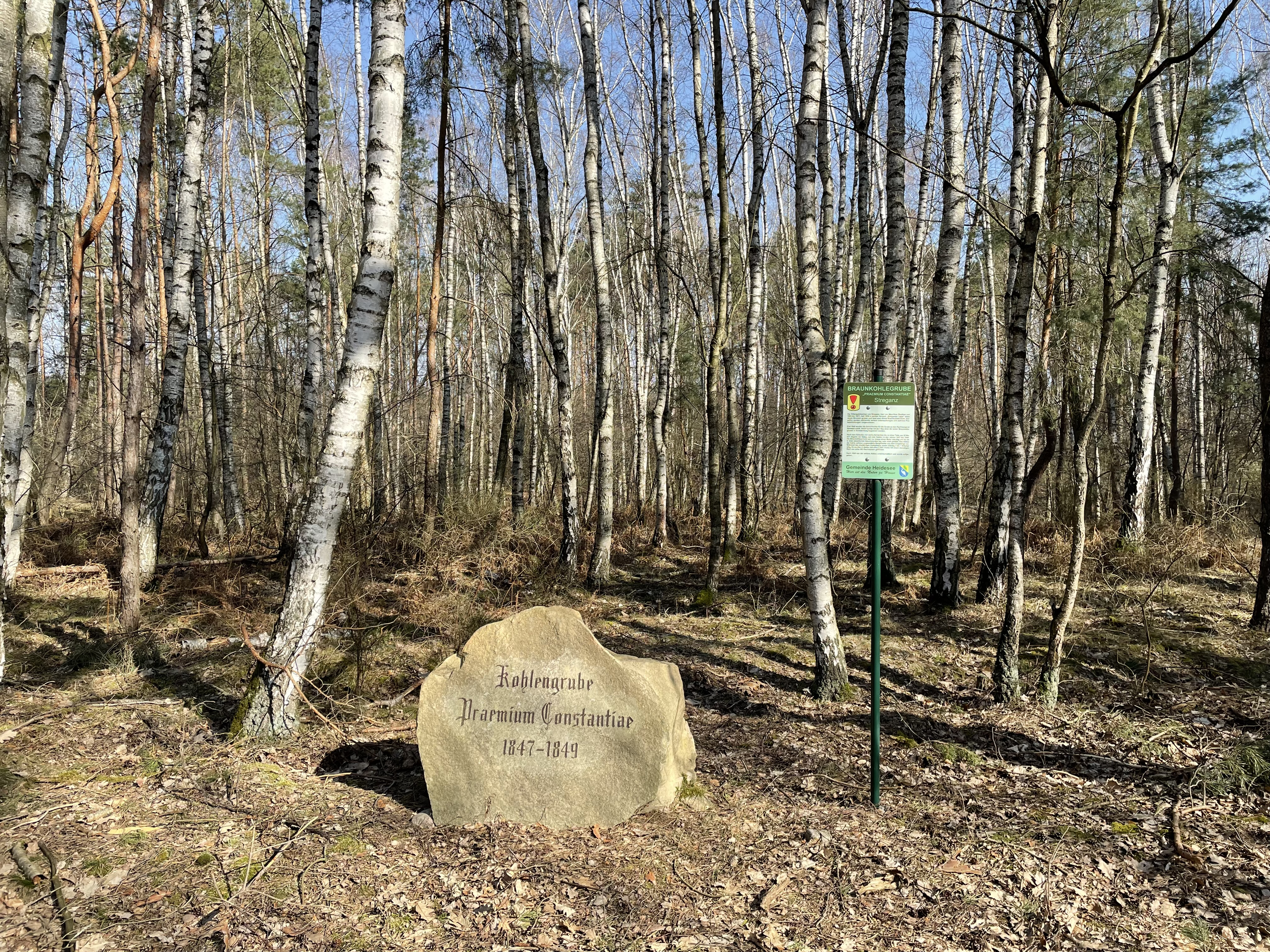
Findling an der ehemaligen Grube Praemium Constantiae

Im Jahr 1801 lebten im Dorf der Lehnschulze, vier Ganzbauern, zwei Ganzkossäten und elf Einlieger. Es gab neben dem Teerofen einen Krug sowie den königlichen Unterförster im Kolpiner Revier. Das Dorf war 17 Hufen groß; dort wurden nach wie vor 19 Feuerstellen betrieben. Von 1805 bis 1807 war der Rittergutsbesitzer von Streganz ein Herr von Mauritius. Er stieß 1806 bei der Anlage eines Brunnens in seinem Vorwerk auf eine dünne Schicht Braunkohle und ließ weitere Untersuchungen vornehmen, die jedoch zu keiner nennenswerten Aktivität führen. Im Jahr 1837 bestand das Dorf mit dem Rittergut und der Schäferei Lippe sowie dem Haus Streganzberg und bestand aus 33 Wohnhäusern. Um 1840 schloss die Pechhütte; etwa zur selben Zeit nahm eine Ziegelei ihren Betrieb auf, die bis zum Ende des Zweiten Weltkrieges Mauerziegel herstellte. Nach den Schürfversuchen des von Mauritius erhielt der Rechnungsrat Sametzki erst im Jahr 1846 die Erlaubnis, erneut nach Braunkohle zu suchen. Nach dem Abteufen von sechs Schächten, die bis zu 20 Meter tief reichten, wurde in den Jahren 1847 bis 1849 erstmals in einem nennenswerten Umfang Braunkohle abgebaut. Allerdings waren die Schichten nur knapp einen Meter dick. Erschwerend kam hinzu, dass sie in einer eiszeitlichen Stauchmoräne lagen und stark gefaltet waren. In den drei Jahren des Abbaus waren fünf bis sieben Arbeiter dauerhaft beschäftigt, die in Summe rund 2200 Tonnen Kohle im Wert von rund 285 Reichstalern förderten. Nachdem der Abbau unwirtschaftlich geworden war, ruhten die Arbeiten. Im 21. Jahrhundert erinnert lediglich ein Findling am ehemaligen Schacht an die Arbeiten. Im Dorf gab es im Jahr 1858 insgesamt sieben Abbauten: Gessner, Tinius, Lehmann, Franke, Krüger, Busch und Streganzer Pechhütte. In Summe standen dort ein öffentliches, 20 Wohn- und 46 Wirtschaftsgebäude. Im Gut waren es 15 Wohn- und 29 Wirtschaftsgebäude (ohne Lippe). Außerdem gab es das Forsthaus des Schutzbezirks Streganz in der Nähe des Dorfes sowie den Gutsbezirk Forstrevier Kleinwasserburg mit einem öffentlichen und zwei Wirtschaftsgebäuden. Das Dorf umfasste 2250 Morgen (Mg): 23 Mg Gehöfte, 24 Mg Gartenland, 815 Mg Acker, 136 Mg Wiese, 198 Mg Weide und 1054 Mg Wald (mit Streganzer Pechhütte). Das Rittergut war 1213 Mg groß: 2 Mg Gehöfte, 20 Mg Gartenland, 631 Mg Acker, 94 Mg Wiese, 124 Mg Weide und 342 Mg Wald. Eine Statistik für das Jahr 1864 führt das Rittergut, das Lehnschulzengut, vier Bauern, zwei Kossäten und die Pechhütte auf. 1879 gehörte das Rittergut Hans Heinrich Hermann Steinhausen aus Berlin. Er betrieb den Besitz nicht selbst, sondern verpachtete das RG mit genau 193,23 ha an den Ober-Amtmann Kersten in Dorf Schwerin.

### 20. Jahrhundert
Zu Beginn des neuen Jahrhunderts standen im Dorf 29 Häuser auf 619 Hektar (ha) Land (davon 218 ha Acker und Gartenland, 43 ha Wiese, 35 ha Weide und 287 ha Forst). Das Gut war 205 ha groß (davon 70 ha Acker und Gartenland, 5 ha Wiese und 104 ha Forst) bei 17 Häusern. Der Gemeindebezirk bestand mit dem Gut Streganzberg, Haus Streganz-Eichberg und den Ausbauten Streganz-Luch sowie Streganz-Pechhütte. Das Rittergut bestand mit dem Ausbau Streganz-Lippe. Der Gutsbezirk Streganz wurde 1928 aufgelöst und mit der Gemeinde vereinigt. Ein Jahr später kamen Teile des aufgelösten Gutsbezirks Kleinwasserburg hinzu. Im Jahr 1931 war Streganz 843 ha groß; dort standen 50 Wohnhäuser. Das Dorf wurde Landgemeinde mit den Wohnplätzen Forsthaus Streganz, Stragenzberg und Streganzer Pechhütte. Acht Jahre später kam die Gemeinde Kleineichholz hinzu. In dieser Zeit gab es im Dorf drei land- und forstwirtschaftliche Betriebe mit über 100 ha, vier zwischen 20 und 100 ha, zehn zwischen 10 und 20, neun mit 5 bis 10 ha und 22 mit 0,5 bis 5 ha.
Im Zuge der Bodenreform in Deutschland wurde das Rittergut Streganz von Gut Streganzberg – ein Vorwerk des Rittergutes – abgetrennt und aufgeteilt. Insgesamt wurden 270 ha aufgeteilt, davon 41 ha an acht Landarbeiter und landlose Bauern, 72 ha an 14 landarme Bauern, 48 ha an vier Umsiedler, 13 ha an den Ausschuss für gegenseitige Bauernhilfe, 81 ha an Behörden der Selbstverwaltung sowie 15 ha Wald an fünf Altbauern. Kleineichholz wurde Wohnplatz von Kolberg und 1957 wieder Ortsteil von Streganz. Die Bauern gründeten 1952 eine LPG, die sich im Folgejahr wieder auflöste. Steganz bestand im Jahr 1956 mit den Wohnplätzen Streganzberg, Steganz-See und Streganz-Ziegelei. Im Jahr 1960 bestanden eine LPG Typ I mit 14 Mitgliedern und 61 ha Fläche sowie eine weitere LPG Typ I mit 10 Mitgliedern und 58 ha Fläche. Außerdem gab es eine LPG Typ III mit 114 Mitgliedern und 569 ha Fläche im Ortsteil Kleineichholz. Zwei Jahre später erfolgte der Anschluss der LPG Typ I Prieros an die LPG Typ III Streganz/Kleineichholz; 1969 folgten die beiden LPG Typ I. Im Jahr 1978 gab es im Dorf die Kooperative Abteilung Tierproduktion, Mastläufer Steganz, die LPG Streganz-Kleineichholz, die PG werktätiger Fischer Dahmetal mit dem Betriebsteil Streganz.

## Bevölkerungsentwicklung
| Jahr      | 1774 | 1801 | 1817                 | 1837                   | 1858                             | 1895              | 1925                                                  | 1939                  | 1946 | 1956 | 1957 | 1964 | 1971 | 1981 |
| Einwohner | 114  | 154  | 189 mit Streganzberg | 186 mit S und S.-Lippe | Dorf 168 und Gut 97 und Forst: 7 | 154 und 124 und ? | 160 und 8 (Forsthaus) und 18 (Eichberg) und 14 (Luch) | 285 mit Kleineichholz | 187  | 253  | 366  | 371  | 372  | 322  |

## Sehenswürdigkeiten
- Stieleiche auf der Dorfaue mit einem Umfang von 5,65 Metern; das Alter wird auf über 270 Jahre geschätzt. Sie wurde nach dem Ende eines der Schlesischen Kriege gepflanzt und Namensgeber eines Dorfkrugs, der den Namen „Gasthof zur Friedenseiche“ trug.[12]
- Denkmal für die Gefallenen aus dem Ersten Weltkrieg
- Rund 150 m nördlich des Ortsverbindungsweges nach Prieros steht eine Sandkiefer unter Naturschutz.

## Regelmäßige Veranstaltung
- jährliches Dorffest